# سامانه روی یک تراشه

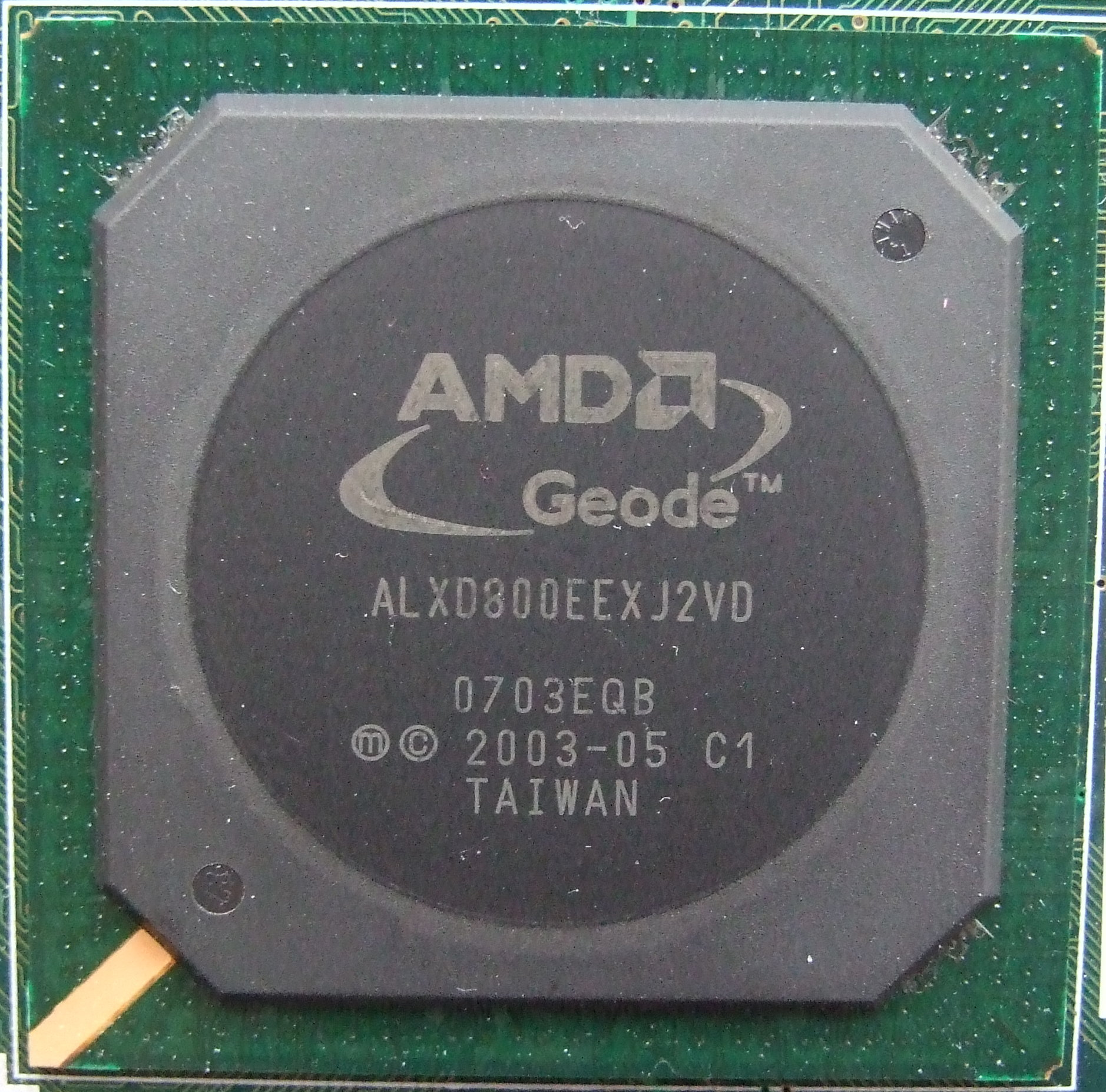
پردازندهٔ Geode ساخت ای‌ام‌دی، یک سامانه برون‌تراشه سازگار با معماری اِکس ۸۶

سامانهٔ روی تراشه (به انگلیسی: system on a chip) (اختصاری اس‌اوسی) یک مدار مجتمع یا تراشه که همه یا بیشتر اجزای رایانه یا سامانه الکترونیکی دیگر را ادغام می‌کند. این قطعات تقریباً همیشه شامل یک واحد پردازش مرکزی (CPU)، حافظه، پورت‌های ورودی/خروجی و ذخیره‌سازی ثانویه است که همه روی یک زیرلایه یا ریزتراشه به اندازه یک سکه جاگذاری شده است همچنین ممکن است شامل توابع پردازش سیگنال دیجیتال، آنالوگ، سیگنال آمیخته و بیشتر فرکانس رادیویی باشد. اس‌اوسی‌های با عملکرد بالاتر بیشتر با حافظه اختصاصی و جداگانه ذخیره‌سازی می‌شوند. اس‌اوسی‌ها اجزا را به یک مدار مجتمع واحد تبدیل می‌کنند و در تضاد با معماری رایج رایانه مبتنی بر مادربرد سنتی هستند که اجزا را بر اساس عملکرد جدا می‌کند و آن‌ها را از طریق یک صفحه مدار رابط مرکزی به هم متصل می‌کند. اس‌اوسی به‌طور معمول پردازنده، رابط‌های گرافیکی و حافظه، اتصال دیسک سخت و یواس‌بی حافظه‌های دسترسی تصادفی و فقط خواندنی و ذخیره‌سازی ثانویه را روی یک مدار واحد ادغام می‌کند؛ در حالی که مادربرد متصل می‌شود. این ماژول‌ها به عنوان اجزای گسسته یا کارت‌های توسعه هستند.
اس‌اوسی میکروکنترلر یا ریزپردازنده را با تجهیزات جانبی پیشرفته مانند واحد پردازش گرافیک، ماژول وای-فای یا یک یا چند پردازنده همزمان ادغام می‌کند. مشابه چگونگی ادغام میکروکنترلر ریزپردازنده با مدارهای جانبی و حافظه، یک اس‌اوسی را می‌توان یکپارچه‌سازی میکروکنترلر با تجهیزات جانبی پیشرفته‌تر نیز دانست.
طراحی‌های کاملاً یکپارچه سامانه‌های رایانه‌ای نسبت به طرح‌های چند تراشه‌ای با عملکرد معادل، باعث بهبود عملکرد و کاهش مصرف برق و همچنین سطح قالب نیمه هادی می‌شوند که این به معنای کاهش تعویض قطعات است. طبق تعریف، طراحی اس‌اوسی به‌طور کامل یا تقریباً کامل در ماژول‌های مختلف قطعات ادغام شده است. به همین دلایل، یک روند کلی به سمت ادغام دقیق تر اجزای سازنده در صنعت سخت‌افزار رایانه وجود داشته است؛ که بخشی از آن به دلیل تأثیر اس‌اوسی‌ها و درس‌هایی است که از بازارهای محاسبات تلفن همراه و جاسازی شده گرفته شده است. اس‌اوسی‌ها را می‌توان به عنوان بخشی از روند بزرگتر به سمت محاسبات تعبیه شده و شتاب سخت‌افزاری در نظر گرفت.
اس‌اوسی‌ها در محاسبات موبایل و بازارهای محاسبات لبه‌ای بسیار رایج هستند همچنین از آنها معمولاً در سامانه‌های جاسازی شده و اینترنت اشیا استفاده می‌شود.

## گونه‌ها

سامانه مبتنی بر میکروکنترلر روی تراشه

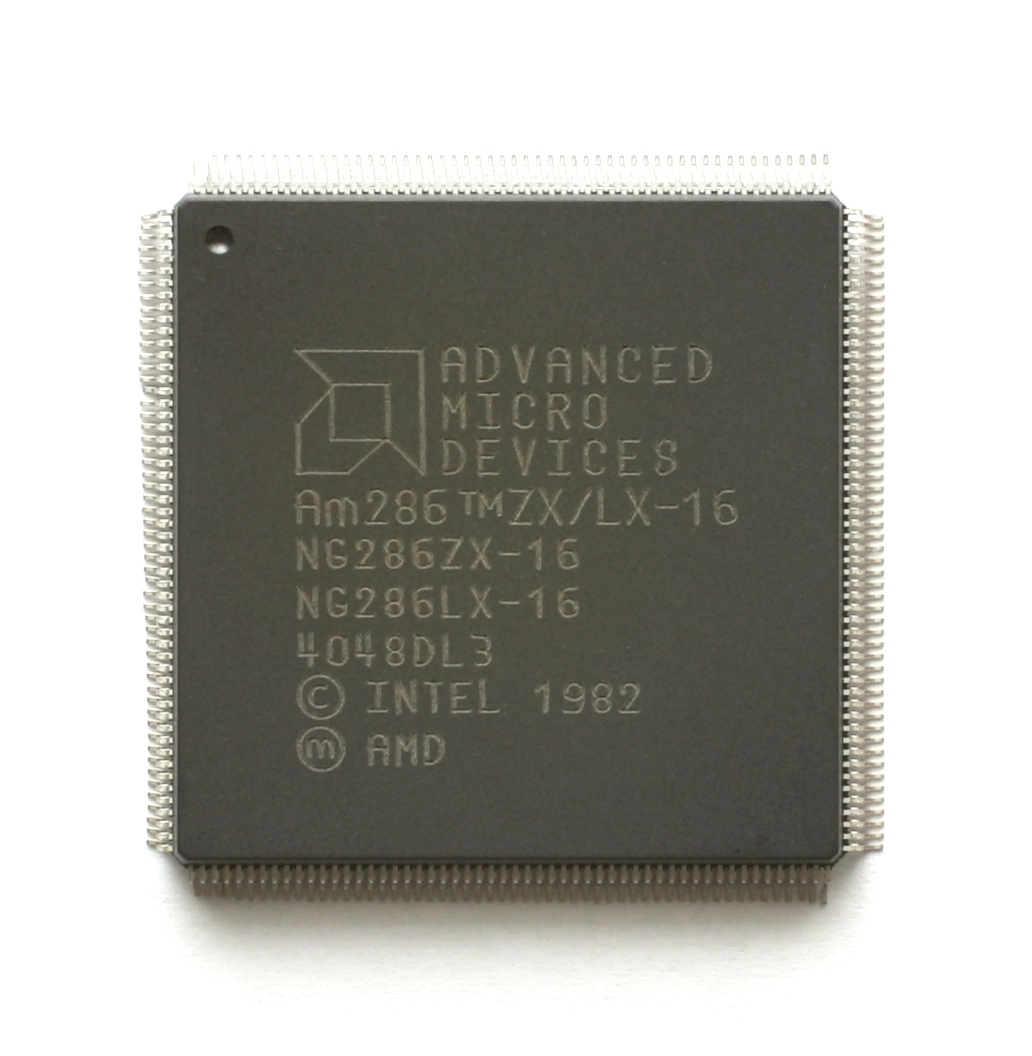
Am286ZX / LX ای‌ام‌دی، اس‌اوسی مبتنی بر اینتل ۸۰۲۸۶

به‌طور کلی، چهار گونه اس‌اوسی قابل تشخیص است:
- اس‌اوسی‌های ساخته شده در اطراف یک میکروکنترلر
- اس‌اوسی‌های ساخته شده در اطراف یک ریزپردازنده، که بیشتر در تلفن‌های همراه وجود دارد.
- مدارهای مجتمع مختص برنامه ویژه اس‌اوسی که برای برنامه‌های خاصی طراحی شده‌اند که در دو دسته فوق نمی‌گنجند.
- اس‌اوسی‌های قابل برنامه‌ریزی (پی‌اس‌اوسی)، که در آن بیشتر قابلیت‌ها ثابت است اما برخی از قابلیت‌ها به روشی مشابه آرایه گیت قابل برنامه‌ریزی در زمینه، قابل برنامه‌ریزی مجدد هستند.

## کاربردهای
اس‌اوسی‌ها را می‌توان برای هر کار محاسباتی اعمال کرد. با این حال، آنها معمولاً در رایانه‌های همراه مانند رایانه لوحی، تلفن‌های هوشمند، ساعتهای هوشمند و نت بوک و همچنین سامانه‌های تعبیه‌شده و در کاربردهایی که پیش‌تر از ریزکنترل‌گر استفاده می‌شد، استفاده می‌شوند.

### سامانه‌های تعبیه‌شده
در جاهایی که پیش‌تر تنها میکروکنترلرها می‌توانستند استفاده شوند، اس‌اوسی‌ها در بازار سامانه‌های جاسازی شده برجسته می‌شوند. یکپارچه سازی سامانه با اطمینان بیشتر و میانگین زمان بین خرابی را ارائه می‌دهد و اس‌اوسی‌ها عملکرد و قدرت محاسباتی پیشرفته تری نسبت به میکروکنترلرها ارائه می‌دهند. این برنامه‌ها شامل شتاب هوش مصنوعی، بینایی ماشین تعبیه شده، جمع‌آوری داده‌ها، دور سنجی، پردازش برداری و هوش محیطی است. اس‌اوسی‌های جاسازی شده بیشتر اینترنت اشیا، اینترنت صنعتی اشیا و بازارهای رایانش لبه‌ای هدف قرار می‌دهند.